# 勒罗济耶
勒罗济耶（法語：Le Rozier，法語發音：[lə ʁozje]）是法国洛泽尔省的一个市镇，属于弗洛拉克区。

## 地理
勒罗济耶（44°11'26"N, 3°12'36"E）面积2.03 平方千米，位于法国奧克西塔尼大區洛泽尔省，该省份为法国南部内陆省份，北起上盧瓦爾省和康塔爾省，西接阿韦龙省，南至加尔省，东临阿尔代什省。
与勒罗济耶接壤的市镇（或旧市镇、城区）包括：莫斯蒂埃茹勒、佩尔洛、圣皮埃尔-德特里皮耶。

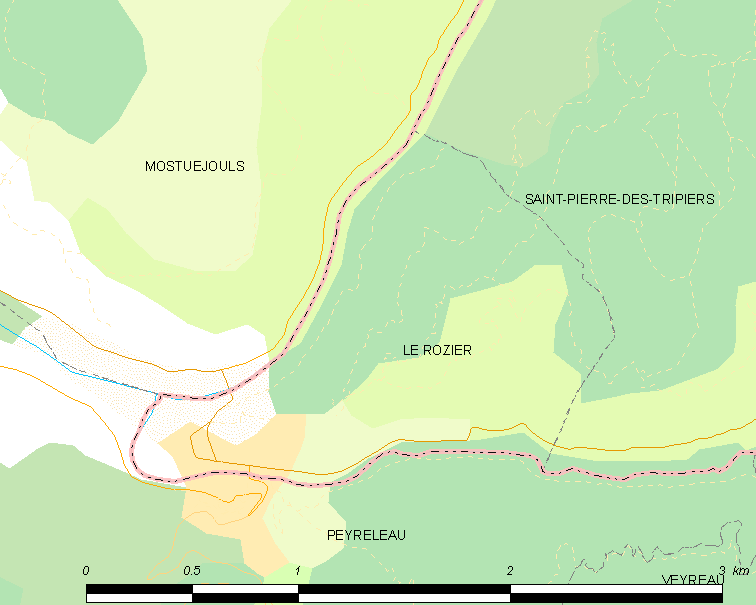
勒罗济耶的OSM定位图

勒罗济耶的时区为UTC+01:00、UTC+02:00（夏令时）。

## 行政
勒罗济耶的邮政编码为48150，INSEE市镇编码为48131。

## 政治
勒罗济耶所属的省级选区为弗洛拉克三河镇县。

## 人口

1962-2008年间勒罗济耶人口变化图示

勒罗济耶于2022年1月1日时的人口数量为128人。